# Слоновка (Оренбургская область)
Слоновка — село в Шарлыкском районе Оренбургской области России, административный центр Слоновского сельсовета.
Основано в 1826 году украинскими переселенцами из Курской губернии, административным центром сельсовета поселение стало 9 марта 2005 года, в соответствии с законом Оренбургской области был создан Слоновский сельсовет, определены его границы.
Многие из украинских переселенцев из Курской губернии были родом из села Слоновка, скорее всего название связано с этим.
Практически через всю Слоновку проходит дорога, берущая начало с юго-западной стороны, и идёт в северо-восточном направлении. Дорога связывает административный центр со вторым селом сельсовета — Покровкой. Дальше дорога проходит через соседние сельсоветы и ведёт к Оренбургу, центру области.

## Население
| 2010 |
| ---- |
| 292  |